# Злі вулиці
«Злі вулиці» (англ. Mean Streets) — фільм Мартіна Скорсезе 1973 року.

## Сюжет
Драма про життя молодих мафіозі в італійських кварталах Нью-Йорка, справила свого часу враження ефект бомби. В центрі сюжету чотири хлопці, що знаходяться в тіні своїх родичів старшого покоління, як то: дядько головного героя; старих мафіозі, що давно тримають владу у своїх руках і не розмінюються на дрібниці. Тоні (Провал), італієць близько 30 років від народження, заправляє місцевим баром; Майк (Романус) претендує на звання серйозного мафіозного ділка, не упускає ні на секунду маску серйозності, при тому, що єдиний зі всієї компанії діє виходячи з понять мафіозі старого покоління; Джоні Бой (де Ніро) позичає гроші у всіх без жодного наміру повернути, йому абсолютно чхати на всі поняття, закони й зв'язки цього суспільства, йому лише потрібно випити, зняти дівчат, набити кому-небудь фізіономію; а Чарлі (Кайтел), племінник місцевого боса мафії (Данова), прагне втілити в життя ідеї великого Франциска Азісського, але робить це «на вулицях», за своєю недалекоглядною міркою. Чарлі дуже релігійний, він випробовує своє терпіння і віру: намагається «врятувати» Джоні Боя, при тому, що кидає свою подругу у момент нападу епілепсії. Мораль фільму проста: кожному відплачується по вірі його.